# Хомяков, Фёдор Тимофеевич
Фёдор Тимофеевич Хомяков (конец XVII века — не ранее 1758) — русский военачальник и государственный деятель, генерал-поручик (1758?), управляющий Тульской оружейной канцелярией и заводом (1755—1756).

## Биография
Из дворянского рода Хомяковых (в дальнейшем записанного в родословные книги Тульской губернии). Поступил на службу в 1708 году рядовым солдатом. В следующем году участвовал в сражении под Полтавой и в осаде Риги.
К началу Русско-турецкой войны 1735—1739 годов имел чин полковника и был командиром Азовского драгунского полка. В ходе этой войны, во время похода русских войск генерал-фельдмаршала Миниха на Крым, отличился во время штурма Перекопа, захватив у противника два знамени и пушку.
Затем участвовал в Русско-шведской войне. В 1742 году, имея под своим началом только один эскадрон гусар и некоторое количество казаков, атаковал шведов близ Эльцен-Кирки, и, неожиданно для себя натолкнувшись на значительно превосходящие силы противника, несколько часов держался со своим небольшим отрядом на позиции до подхода подкреплений.
Затем перешёл на гражданскую службу с чином действительного статского советника (эквивалентен генерал-майору), после чего в 1755—56 годах возглавлял Тульскую оружейную канцелярию и завод.
В 1758 году был уволен в отставку с военным чином генерал-поручика (эквивалентным генерал-лейтенанту).